# Albrecht Joseph
Albrecht Joseph (auch Al Joseph; geboren 20. November 1901 in Frankfurt am Main; gestorben 28. April 1991 in Los Angeles) war ein deutsch-amerikanischer Theater- und Filmschaffender.

## Leben
Albrecht Josephs Vater war Rechtsanwalt und Syndikus in Frankfurt am Main, wo Joseph, ohne besonderen Erfolg, das Realgymnasium und das Goethe-Gymnasium absolvierte. Er begann als Regieschüler am Schauspiel Frankfurt bei Gustav Hartung und Richard Weichert. Bei Curt Elwenspoek am Theater in Kiel schloss er mit dem Dramaturgen Carl Zuckmayer Freundschaft. Elwenspoek und Zuckmayer wurden 1923 wegen einer provokanten Inszenierung gefeuert. Weil er in seiner Unerfahrenheit den Probenetat überzogen hatte, wurde auch Joseph entlassen. Mitte der 1920er Jahre war er Regieassistent bei Leopold Jessner in Berlin und inszenierte u. a. Georg Kaisers Von morgens bis mitternachts. Joseph nahm dann aber doch ein Studium auf und wurde 1929 an der Universität München bei Fritz Strich in Germanistik mit einer Dissertation über Barocklyrik promoviert. Er übersetzte Dramen von Paul Claudel, die aber erst nach der Zeit des Nationalsozialismus, von anderen überarbeitet, in Druck gingen.
Josephs Freund Zuckmayer gelang mit dem Stück Der fröhliche Weinberg 1925 der Durchbruch als Autor und er beteiligte Joseph und auch dessen Bruder Rudolph S. Joseph an den anfallenden Arbeiten seines Bestsellerbetriebes. Joseph und Zuckmayer schrieben ein gemeinsames Kinderstück Kakadu-Kakada, das allerdings durchfiel. 1930 bearbeiteten beide in Zuckmayers Sommerfrische in Henndorf den Hauptmann von Köpenick, der 1931 uraufgeführt wurde, Joseph wurde offiziell Co-Autor beim Drehbuch für den Film Hauptmann von Köpenick. Joseph, dessen Eltern in der Nähe am Tegernsee wohnten, zählte auch zu Zuckmayers literarischem Henndorfer Kreis. Für Richard Billinger inszenierte er 1932 in Egern die Uraufführung des Bauerntheaterstücks Das Verlöbnis. Joseph wirkte 1932 bei den Drehbüchern der Filme Peter Voß, der Millionendieb und Das Lied einer Nacht mit.
Nach der Machtübergabe an die Nationalsozialisten 1933 floh Joseph zunächst nach Österreich und von dort 1938 nach Italien, Großbritannien, Frankreich und schließlich 1939 in die USA. In Kalifornien arbeitete er als ungenannter Drehbuchschreiber und schlug sich als Privatsekretär der deutschen Exilanten Emil Ludwig, Thomas Mann und Franz Werfel durch. 1943 besorgte er den Filmschnitt von Love Happy (Die Marx Brothers im Theater). Mit Emil Ludwig schrieb er 1943 das Drehbuch für Hitler’s Madman über das Attentat auf Reinhard Heydrich, das Douglas Sirk relativ erfolglos verfilmte, zudem in Konkurrenz zu dem gleichartigen Film Hangmen Also Die!.
Im Jahr 1945 wechselte er auch im privaten Bereich die Sprache und schrieb fortan sein Tagebuch und seine literarischen Versuche in Englisch. Während er für einen Roman und eine Studie über den (Antisemiten) Ludwig Thoma keinen Verleger fand, konnte er wenigstens die Aufträge für die Übersetzung ins Deutsche eines Buches von Alistair Cooke und eines Werkes, Ornament und Kunst, von Ernst Gombrich fakturieren. Seine Übersetzung der riesigen Mahler-Biografie Henry-Louis de La Granges ins Deutsche blieb in den Verlagsschubladen, Joseph musste für das Übersetzerhonorar die Gerichte bemühen.
In der Filmwirtschaft Hollywoods fand Joseph in den 1950er Jahren regelmäßige Beschäftigung und Einkommen als Editor der Fernsehserie Gunsmoke (Rauchende Colts). Unter dem amerikanisierten Namen Al Joseph wirkte er, in nebengeordneten technischen Funktionen der Filmproduktion, an einer Vielzahl von Hollywood-Filmen mit.
Joseph heiratete 1942 Lella (Magdalena) Saenger (1907–1991), eine Tochter Samuel Saengers. Lella Saenger hatte bei Ferruccio Busoni und Arthur Schnabel studiert, musste 1933 emigrieren und arbeitete seit 1937 in Hollywood als Pianistin bei MGM für die Filmmusik. Nach der Scheidung, die formell erst 1958 erfolgte, war sie bis 1965 mit dem Filmkomponisten Franz Waxman verheiratet.
Die Bildhauerin Anna Mahler kam 1950 aus dem Londoner Exil zu ihrer Mutter Alma Mahler-Werfel nach Los Angeles, um ihr beim Umzug nach New York zu helfen. Joseph hatte sie 1933 bei Werfel in Wien gesehen und erhoffte sich nun ein Wiedersehen. Ab 1951 lebten die beiden zusammen, 1970 heirateten sie, es war Anna Mahlers fünfte Ehe und beider letzte. Seine „Schwiegermutter“ Alma Mahler-Werfel war auch mit dieser Liaison ihrer Tochter nicht einverstanden und ignorierte Joseph in ihren autobiografischen Schriften. Joseph produzierte zwei Dokumentarfilme mit Anna Mahler, A Stone Figure (1954) und Tower of Masks (1965), sowie Alma Mahler-Werfel (1956), das einzige Filmdokument, das Alma Mahler zeigt, in dem hinter der übermächtigen Mutter die Tochter nur durchs Bild huscht. Für den Film A Stone Figure erhielt Joseph 1964 bei den Filmfestspiele in Cannes ein Diplôme de d’honneur. Ab 1969 lebten Mahler und Joseph vorwiegend in Spoleto, wo beide Ehrenbürger wurden. Joseph steuerte 1975 den biografischen Teil sowie die meisten Fotos zu einem Bildband über Anna Mahler beim Belser-Verlag bei. Seit 1985 arbeitete sie ohne Joseph in London in der Nähe ihrer Tochter Marina und verstarb 1988, nach 38 Jahren, zum Schluss distanzierten, Zusammenseins mit Joseph.
Josephs Erinnerungen, die er 1985 auf Deutsch verfasste, wurden von ihm nach der Lektorierung noch autorisiert, sie erschienen aber erst postum. Den Text ließ er 1951 enden, als er Anna Mahler wiederbegegnete.

## Filmografie (Auswahl)

### Drehbuch
- 1931: Der Hauptmann von Köpenick
- 1932: Peter Voß, der Millionendieb
- 1932: Das Lied einer Nacht
- 1935: Frischer Wind aus Kanada
- 1941/45: I Was a Criminal

### Schnitt
- 1943: Three Russian Girls
- 1945: Schlachtgewitter am Monte Cassino (Story of G.I. Joe)
- 1946: Ein eleganter Gauner (A Scandal in Paris)
- 1947: Die Privataffären des Bel Ami (The Private Affairs of Bel Ami)
- 1949: Love Happy
- 1951: Superman and the Mole-Men
- 1952: Hyänen der Unterwelt (Loan Shark)
- 1957: Die unglaubliche Geschichte des Mister C. (The Incredible Shrinking Man)
- 1958: Zu jung (The Restless Years)

## Schriften
- Oden des Horaz in deutschen Übersetzungen aus dem 17. Jahrhundert. Ein Beitrag zur Analyse des barocken Sprachstils. Uhlschmid, Rottach am Tegernsee 1930 (Zugleich Dissertation an der Universität München 1929).
- Ein Tisch bei Romanoffs. Vom expressionistischen Theater zur Westernserie. Erinnerungen. Mit einem Nachwort von Stefan Weidle, Juni-Verlag, Mönchengladbach 1991, ISBN 3-926738-22-7.
- Portraits. Teil 1: Carl Zuckmayer, Bruno Frank. Herausgegeben und übersetzt von Rüdiger Völkers. Alano, Aachen 1993, ISBN 3-89399-174-3.
- Der letzte Vorhang. Aus dem Amerikan. übers. und mit einem Nachw. von Rüdiger Völckers. Weidle, Bonn 1997, ISBN 3-931135-23-3.
- Gunther Nickel (Hrsg.): Carl Zuckmayer. Albrecht Joseph. Briefwechsel: 1922–1972. Wallstein, Göttingen 2007, ISBN 978-3-8353-0104-7.
- Nachlass Albrecht Joseph im Deutschen Exilarchiv 1933–1945